# Bradinopyga
Bradinopyga é um género de libelinha da família Libellulidae.
Este género contém as seguintes espécies:
- Bradinopyga cornuta Ris, 1911
- Bradinopyga geminata (Rambur, 1842)
- Bradinopyga saintjohanni Baijal & Agarwal, 1956
- Bradinopyga strachani (Kirby, 1900)